# Manoir des Cruyères
Le manoir des Cruyères est un édifice situé à Josselin en France.

## Localisation
Le manoir est situé sur le territoire de la commune de Josselin, 5 chemin des Cruyères, dans le département du Morbihan en région Bretagne.

## Description
Le manoir date des XVIe et XIXe siècles. Édifice à un étage carré construit en moellon et schiste, toiture à longs pans couverte d'ardoises ; pignon couvert ; escalier principal date 1805 et 1806.

## Historique
Le manoir est inscrit à l'inventaire général du patrimoine culturel.